# 2102 (SRAM)

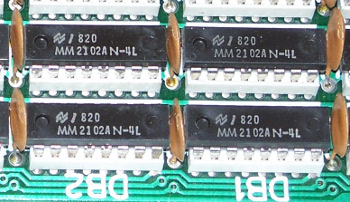
National Semiconductor MM2102AN-4L

Der 2102 ist ein statisches RAM mit einer Speicherkapazität von 1024 Bit, organisiert zu 1024×1 Bit. Der Baustein wurde im 16-Pin-DIL-Gehäuse geliefert. Er wurde 1972 von Intel eingeführt und in der Folge von vielen Herstellern wie National Semiconductor und Siemens produziert. Das Kombinat Mikroelektronik Erfurt stellte den 2102 unter der Bezeichnung U 202 D her. Die Zugriffszeiten lagen je nach Selektion bei 250, 350 oder 450 Nanosekunden.
Im selben 5 V-NMOS-Prozess wurde auch ein 256x4 Bit-organisiertes RAM unter der Bezeichnung 2112 angeboten.